# Ministério da Integração Europeia
O Ministério da Integração Europeia foi a designação de um departamento do VII Governo Constitucional de Portugal, liderado por Pinto Balsemão e que não durou um ano. O único titular da pasta foi Álvaro Barreto.